# Böhmakeln

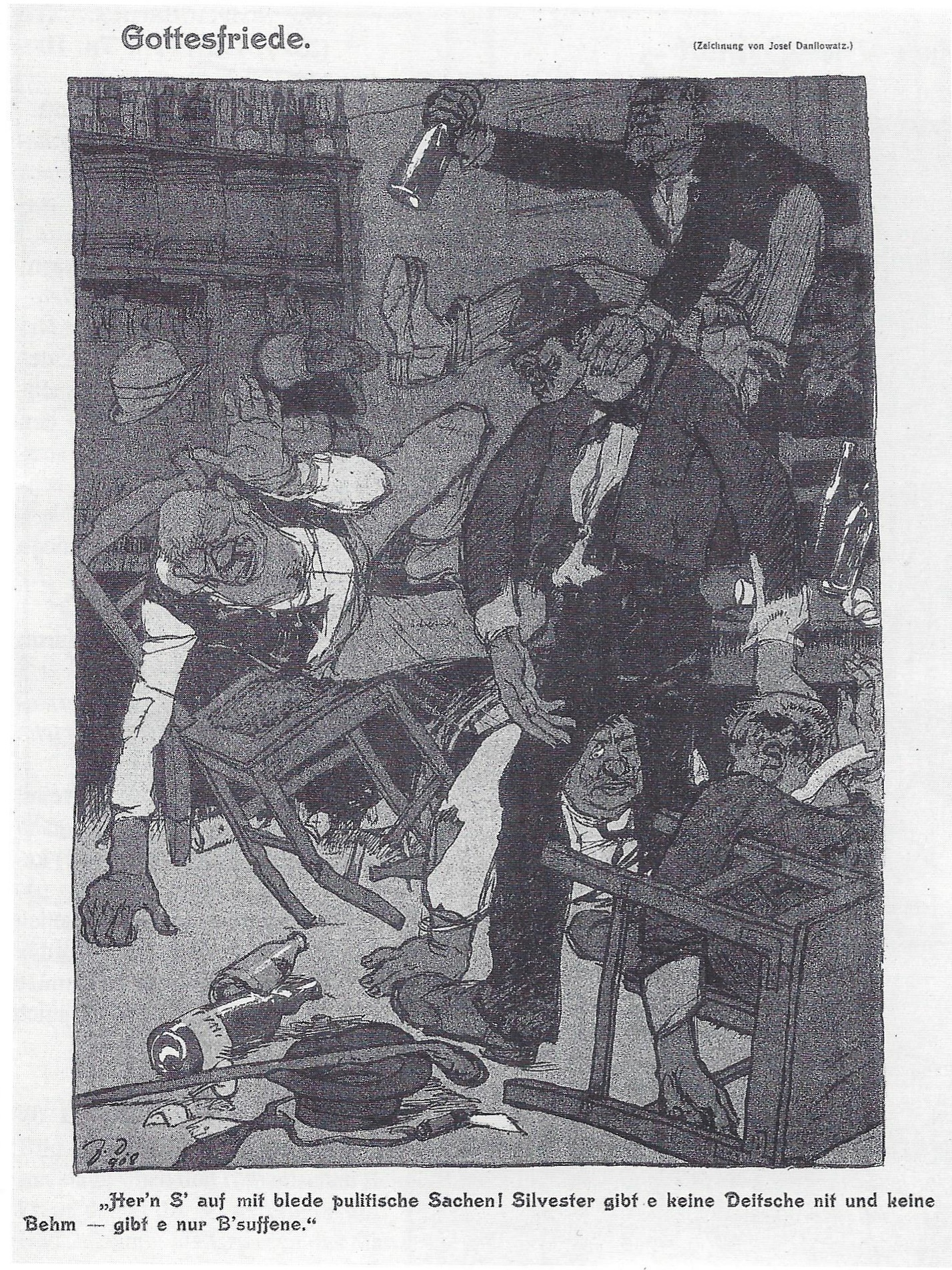
Karikatur zum Böhmischen Sprachenkonflikt (1908) mit Bildunterschrift: „Her’n S’ auf mit blede pulitische Sachen! Silvester gibt e keine Deitsche nit und keine Behm – gibt e nur B’suffene.“ (e statt ö; keine Artikel; doppelte Verneinung)

Böhmakeln (auch: Böhmisch-Deutsch, Kuchldeutsch oder Kucheldeutsch) ist eine im 18. Jahrhundert entstandene austrobohemische Mischsprache, bei der österreichisches Deutsch mit tschechischen Elementen vermengt ist. Er findet sich nicht nur bei Böhmen bzw. Tschechen, etwa im Prager Deutsch, sondern auch bei Mährern und Slowaken. Häufig handelte es sich bei den Sprechern um Vertreter der unteren sozialen Schichten, die in einer deutschsprachigen Umgebung tätig waren, etwa als Haushaltshilfen (daher die Bezeichnung „Kuchldeutsch“, von ,Küche‘) oder beim Militär. Das Kuchelböhmisch ist ein gesprochenes Tschechisch mit deutschen Elementen. Das Verb ,böhmakeln‘ ist ein vom Ethnophaulismus ,Böhmak‘ (Böhme, Tscheche) abgeleiteter Frequentativ.

## Definition
Laut Emil Skála handelt es sich bei Kuchldeutsch und Kuchlböhmisch um Erscheinungen des 19. Jahrhunderts:

„,Kucheldeutsch‘ ist ein sozial bedingter Jargon der Tschechen, die als Angestellte oder Bedienstete bei wirtschaftlich und gesellschaftlich höhergestellten Deutschen oder Juden täglich mit der deutschen Sprache in Berührung kamen. Es ist ein Deutsch mit tschechischen phonetischen Elementen, mit tschechischen Lehnwörtern und vom Tschechischen beeinflußter Syntax. ,Kuchelböhmisch‘ ist mit deutschen Lehnwörtern durchsetztes Tschechisch, in dem stellenweise ganze deutsche Fügungen erscheinen konnten.“

## Geschichte
Einen besonderen Stellenwert hatte das Böhmakeln in Wien, da dort früher ein großer Anteil an Tschechen und Slowaken lebte, die im Zuge der Industrialisierung eingewandert waren. Dem auffälligen Akzent der tschechischstämmigen Arbeiterbevölkerung, die sich vor allem auf den 10. Wiener Gemeindebezirk, Favoriten, mit den dortigen Ziegelwerken („Ziegelböhm“) konzentrierte, wird auch prägender Einfluss auf den Wiener Dialekt zugeschrieben: Das Meidlinger L leitet sich angeblich vom Tschechischen ab.

## Phonetik
Typisch für das Böhmakeln ist die abweichende Aussprache der deutschen Umlaute. Das ö wird zum kurzen e (die sprichwörtlichen bemischen Knedel statt der böhmischen Knödel), während ein ü eher wie ein i ausgesprochen wird (missen statt müssen).

## In der Kultur
In Kabarett, Film und Fernsehen entstanden oft Charaktere, die böhmakelten, etwa in den Stücken von Johann Nestroy. Meister des imitierten Böhmakelns waren Schauspieler wie Peter Alexander (Wie Böhmen noch bei Öst’reich war), Maxi Böhm, Heinz Conrads oder Fritz Muliar sowie der in Brünn geborene DDR-Entertainer Lutz Jahoda und der Kabarettist Georg Kreisler (Telefonbuch-Polka, Der Bluntschli).
Die berühmteste dieser Figuren ist der brave Soldat Schwejk. In der bekanntesten deutschen Übersetzung von Jaroslav Hašeks Roman durch Grete Reiner aus dem Jahr 1926 böhmakelt er, im Original spricht er dagegen grammatisch korrektes Gemeinböhmisch. Heinz Rühmann, der die Figur des Schwejk im Film Der brave Soldat Schwejk (1960) zu verkörpern hatte, die Kunst des Böhmakelns aber kaum beherrschte, musste einer Anekdote zufolge von Fritz Muliar, der eine kleine Nebenrolle als russischer Soldat in diesem Film hatte, unterrichtet werden. Muliar spielte Schwejk in der ab 1972 ausgestrahlten Fernsehserie Die Abenteuer des braven Soldaten Schwejk.